# 亞太衛星
亞太衛星控股有限公司，簡稱亞太衛星控股，以及亞太衛星（英語：APT SATELLITE HOLDINGS LIMITED，港交所：1045），在1992年，由中國衛星通信集團有限公司、中國航天科技集團公司、新加坡電信、润泰集团以及CASIL卫星公司組成，主要提供一站式的衛星轉發器服務以及廣播、衛星通信、電信港、數據中心服務。
股份在1996年12月18日香港交易所主板上市，公司目前操作五顆在軌衛星，包括亞太7號、亞太9號、亞太5C、亞太6C以及亞太6D衛星，覆蓋包括亞洲、歐洲、非洲、大洋洲和太平洋島國等地區的約佔世界75%的人口。總部位於香港新界大埔大貴街22號大埔工業邨，現任主席為孫京。
曾在紐約證券交易所上市，由於受薩班斯法案影響而除牌。

## 卫星一览
| 名称             | 卫星平台        | 制造商                             | 转发器数量                       | 发射载具           | 发射时间       | 发射地点             | 定点           | 状态     | 备注                           |
| ---------------- | --------------- | ---------------------------------- | -------------------------------- | ------------------ | -------------- | -------------------- | -------------- | -------- | ------------------------------ |
| 亚太1号          | HS-376          | 美国休斯公司 · （ 美国）           | 24路C波段                        | 长征三号运载火箭   | 1994年7月21日  | 西昌卫星发射中心     | 138°E          | 失效     |                                |
| 亚太1A           | HS-376          | 美国休斯公司 · （ 美国）           | 24路C波段                        | 长征三号运载火箭   | 1996年7月3日   | 西昌卫星发射中心     | 134°E          | 失效     |                                |
| 亚太2号          | HS-601          | 美国休斯公司 · （ 美国）           | 26路C波段，8路Ku波段             | 长征二号E运载火箭  | 1995年1月26日  | 西昌卫星发射中心     | 87.5°E（计划） | 发射失败 | 发射后卫星爆炸                 |
| 亚太2R/电星10号  | SSL-1300        | 美国劳拉空间系统公司 · （ 美国）   | 28路C波段，16路Ku波段            | 长征三号乙运载火箭 | 1997年10月17日 | 西昌卫星发射中心     | 76.5°E         | 失效     | 曾与加拿大电信卫星公司共同运营 |
| 亚太5号/电星18号 | SSL-1300        | 美国劳拉空间系统公司 · （ 美国）   | 38路C波段，16路Ku波段            | 天顶-3SL运载火箭   | 2004年6月29日  | 奥德赛海上发射平台   | 138°E          | 失效     | 与加拿大电信卫星公司共同运营   |
| 亚太5C/电星18V   | SSL-1300        | 美国劳拉空间系统公司 · （ 美国）   | 34路C波段，32路Ku波段            | 猎鹰9号运载火箭    | 2018年9月10日  | 卡纳维拉尔角空军基地 | 138°E          | 在轨     | 与加拿大电信卫星公司共同运营   |
| 亚太6号          | Spacebus-4000C2 | 泰雷兹阿莱尼亚宇航公司 · （ 法國） | 38路C波段，12路Ku波段            | 长征三号乙运载火箭 | 2005年4月12日  | 西昌卫星发射中心     | 134°E→163°E    | 在轨     | 目前运行于倾斜轨道             |
| 亚太6C           | 东方红四号      | 中国空间技术研究院 · （ 中国）     | 32路C波段，20路Ku波段，1路Ka波段 | 长征三号乙运载火箭 | 2018年5月4日   | 西昌卫星发射中心     | 134°E          | 在轨     |                                |
| 亚太6E           | 东方红3E        | 中国空间技术研究院 · （ 中国）     | 25路Ku波段，3路Ka波段            | 长征二号丙运载火箭 | 2023年1月13日  | 西昌卫星发射中心     | 134°E          | 在轨     |                                |
| 亚太7号          | Spacebus-4000C2 | 泰雷兹阿莱尼亚宇航公司 · （ 法國） | 28路C波段，28路Ku波段            | 长征三号乙运载火箭 | 2012年3月31日  | 西昌卫星发射中心     | 76.5°E         | 在轨     |                                |
| 亚太9号          | 东方红四号      | 中国空间技术研究院 · （ 中国）     | 32路C波段，14路Ku波段            | 长征三号乙运载火箭 | 2015年10月17日 | 西昌卫星发射中心     | 142°E          | 在轨     |                                |